# Breitenbachtalsperre (Waigandshain)
Das Naturschutzgebiet Breitenbachtalsperre liegt im Westerwaldkreis in Rheinland-Pfalz. Der Breitenbachweiher liegt im Gemeindegebiet von Waigandshain.
Das etwa 47 ha große Gebiet, das im Jahr 1988 unter Naturschutz gestellt wurde, erstreckt sich nordöstlich von Emmerichenhain, einem Stadtteil von Rennerod. Westlich verläuft die B 54 und südlich die B 255. Das Gebiet, in dem die Breitenbachtalsperre mit etwa 11 ha Wasserfläche liegt, wird vom Breitenbach, einem linken Zufluss der Nister, durchflossen.
Schutzzweck ist die Erhaltung des Landschaftsraumes mit seiner Wasserfläche, seinen Flachwasserzonen und umgebenden Feuchtwiesenbereichen als Standort seltener, in ihrem Bestand bedrohter wildwachsender Pflanzen und Pflanzengesellschaften sowie als Lebensraum für in ihrem Bestand bedrohte wildlebende Tiere.